# Накло-над-Нотецем
Накло-над-Нотецем (пол. Nakło nad Notecią, нім. Nakel) — місто в північній Польщі, на річці Нотець.
Адміністративний центр Накельського повіту Куявсько-Поморського воєводства.

## Демографія
Демографічна структура станом на 31 березня 2011 року:
|          | Загалом | Допрацездатний вік | Працездатний вік | Постпрацездатний вік |
| -------- | ------- | ------------------ | ---------------- | -------------------- |
| Чоловіки | 100     | 28                 | 59               | 13                   |
| Жінки    | 99      | 18                 | 51               | 30                   |
| Разом    | 199     | 46                 | 110              | 43                   |